# Bank of the West Classic 2014
Bank of the West Classic 2014 byl profesionální tenisový turnaj pořádaný jako součást ženského okruhu WTA Tour, který se hrál na otevřených dvorcích s tvrdým povrchem v univerzitním areálu Taube Tennis Center. Konal se mezi 28. červencem až 3. srpncem 2014 v americkém Stanfordu jako 43. ročník turnaje.
Představovsl otevírací událost ženské části US Open Series 2014 v jejím druhém týdnu. Turnaj s rozpočtem 710 000 dolarů patřil do kategorie WTA Premier Tournaments. Nejvýše nasazenou hráčkou ve dvouhře se stala světová jednička Serena Williamsová ze Spojených států, startující na divokou kartu, která potvrdila roli favoritky a po finálové výhře nad turnajovou trojkou Angelique Kerberovou získala třetí titul ze stanfordské události.

## Distribuce bodů a finančních odměn

### Distribuce bodů
| Soutěž      | vítězky | finalistky | semifinalistky | čtvrtfinalistky | 16 v kole | 32 v kole | 64 v kole | Q  | Q2 | Q1 |
| ----------- | ------- | ---------- | -------------- | --------------- | --------- | --------- | --------- | -- | -- | -- |
| dvouhra žen | 470     | 305        | 185            | 100             | 55        | 30        | 1         | 25 | 13 | 1  |
| čtyřhra žen | 470     | 305        | 185            | 100             | 1         |           |           |    |    |    |

### Finanční odměny
| Soutěž                               | vítězky  | finalistky | semifinalistky | čtvrtfinalistky | 16 v kole | 32 v kole | Q2     | Q1     |
| ------------------------------------ | -------- | ---------- | -------------- | --------------- | --------- | --------- | ------ | ------ |
| dvouhra žen                          | $120 000 | $64 000    | $35 000        | $20 000         | $10 000   | $6 550    | $3 025 | $1 690 |
| čtyřhra žen                          | $38 000  | $20 000    | $11 000        | $5 600          | $3 035    |           |        |        |
| částka ve čtyřhře je uvedena na pár. |          |            |                |                 |           |           |        |        |

## Ženská dvouhra

### Nasazení
| Stát                             | Hráčka                    | WTA | Nasazení |
| -------------------------------- | ------------------------- | --- | -------- |
| Spojené státy                    | Serena Williamsová        | 1.  | 1.       |
| Polsko                           | Agnieszka Radwańská       | 5.  | 2.       |
| Německo                          | Angelique Kerberová       | 8.  | 3.       |
| Bělorusko                        | Viktoria Azarenková       | 10. | 4.       |
| Srbsko                           | Ana Ivanovićová           | 11. | 5.       |
| Slovensko                        | Dominika Cibulková        | 12. | 6.       |
| Španělsko                        | Carla Suárezová Navarrová | 16. | 7.       |
| Německo                          | Andrea Petkovicová        | 18. | 8.       |
| Žebříček WTA k 21. červenci 2014 |                           |     |          |

### Jiné formy účasti
Následující hráčky obdržely divokou kartu do hlavní soutěže:
- Kristie Ahnová
- Viktoria Azarenková
- Venus Williamsová

Následující hráčky si zajistily postup do hlavní soutěže v kvalifikaci:
- Paula Kaniová
- Naomi Ósakaová
- Sachia Vickeryová
- Carol Zhaová

### Odstoupení
před zahájením turnaje
- Sara Erraniová
- Petra Kvitová

### Skrečování
- Yanina Wickmayerová (viróza)

## Ženská čtyřhra

### Nasazení
| Stát                                                                          | Hráčka                  | Stát          | Hráčka                    | WTA1) | Nasazení |
| ----------------------------------------------------------------------------- | ----------------------- | ------------- | ------------------------- | ----- | -------- |
| Spojené státy                                                                 | Raquel Kopsová-Jonesová | Spojené státy | Abigail Spearsová         | 26.   | 1.       |
| Rusko                                                                         | Alla Kudrjavcevová      | Austrálie     | Anastasia Rodionovová     | 40.   | 2.       |
| Španělsko                                                                     | Garbiñe Muguruzaová     | Španělsko     | Carla Suárezová Navarrová | 67.   | 3.       |
| Čínská Tchaj-pej                                                              | Čan Chao-čching         | Německo       | Andrea Petkovicová        | 69.   | 4.       |
| Žebříček WTA k 21. červenci 2014; číslo je součtem umístění obou členek páru. |                         |               |                           |       |          |

### Odstoupení
v průběhu turnaje
- Aleksandra Wozniaková (viróza)

## Přehled finále

### Ženská dvouhra
- Serena Williamsová vs.  Angelique Kerberová, 7–6(7–1), 6–3

### Ženská čtyřhra
- Garbiñe Muguruzaová /  Carla Suárezová Navarrová vs.  Paula Kaniová /  Kateřina Siniaková, 6–2, 4–6, [10–5]